# Дарбеков, Булат Керимжанович
Булат Керимжанович Дарбеков (род. 21 октября 1957, Токмак, Фрунзенская область) — представитель высшего командования Вооружённых сил Республики Казахстан, генерал-лейтенант, Командующий войсками регионального командования «Юг» (2007—2008).

## Биография
Родился 21 октября 1957 в г. Токмак Киргизской ССР.
В 1979 году с отличием окончил Алма-Атинское высшее общевойсковое командное училище. Офицерскую службу начал в Группе Советских войск в Германии на должности командира мотострелкового взвода.
С ноября 1979 года — командир десантно-штурмового взвода 35-й отдельной гвардейской десантно-штурмовой бригады ГСВГ. В составе ОДШБр прошёл должности заместителя командира — инструктора по воздушно-десантной подготовке парашютно-десантной роты, командира десантно-штурмовой роты, начальника штаба — заместителя командира парашютно-десантного батальона.
В 1988 году с отличием окончил Военную академию имени М. В. Фрунзе. По окончании академии проходил службу в должности командира мотострелкового батальона отдельной мотострелковой бригады САВО.
В 1992 году назначен начальником штаба — заместителем Командующего Национальной гвардии Республики Кыргызстан.
С 1993 по 1995 годы — начальник штаба — первый заместитель Командующего Национальной гвардии Республики Кыргызстан.
В 1995 сменил Киргизию на Казахстан. С ноября 1995 по май 1998 годы проходил службу на должностях командира мотострелкового полка мотострелковой дивизии, офицера отдела войсковой части 23260, преподавателя кафедры тактики Алматинского ВВУ, старшего преподавателя кафедры оперативного искусства и тактики Военной академии Вооружённых сил Республики Казахстан.
В мае 1998 года назначен заместителем командира танковой дивизии армейского корпуса.
В 2001 году с отличием окончил Военную академию Генерального штаба Вооруженных Сил Российской Федерации и назначен начальником Департамента оперативного планирования — заместителем начальника Генерального штаба Вооруженных Сил Республики Казахстан по оперативному планированию.
С января 2003 года — первый заместитель начальника Генерального штаба — начальник Департамента оперативного планирования Министерства обороны Республики Казахстан.
В июле 2003 года Распоряжением Президента Республики Казахстан № 389 назначен председателем Комитета начальников штабов — первым заместителем Министра обороны Республики Казахстан.
10 января 2007 года освобождён от занимаемой должности в связи с переходом на другую работу.
С 17 апреля 2007 по 6 ноября 2008 года — командующий войсками регионального командования «Юг».

## Награды
- Орден «Данқ» II степени (май 2005)
- Медаль «За отличие в предупреждении и ликвидации чрезвычайных ситуаций» (2008)[4]